# Alpengravimetrie
Alpengravimetrie bzw. Alpine Gravimetry ist die Bezeichnung einer Reihe von geowissenschaftlichen Tagungen, die sich mit dem Schwerefeld der Alpen und seiner geologisch-geophysikalischen Interpretation befassen. Im Hochgebirge sind diese Forschungen besonders anspruchsvoll und erfordern interdisziplinären Austausch, weil das steile Gelände speziellen Rechenaufwand erfordert und die Gesteinsschichten unregelmäßig verlaufen (geologische Störungen).
Die Alpengravimetrie-Tagungen finden meist in Abständen von 3 Jahren in österreichischen Universitätsstädten statt – bisher in Leoben, Wien und Graz. Die Tagungssprache der ersten 7 Kongresse war im Regelfall deutsch, seit 2000 ist sie vorwiegend englisch.

## Teilnehmer- und Themenkreis
Die Fachtagungen behandeln hauptsächlich die Gravimetrie in den Ostalpen, doch ihr Themenkreis umfasst auch Angewandte Geophysik mit anderen Methoden und die Erforschung außereuropäisch-alpidischer Gebirge. Die Teilnehmer und Referenten kommen vorwiegend aus Deutschland, Österreich und der Schweiz, doch zunehmend auch aus Ungarn, der Slowakei, Südost- und Westeuropa.
An der gravimetrischen Erkundung der Ost- und Zentralalpen beteiligen sich neben österreichischen Hochschulen und Zivilingenieuren zu einem erheblichen Teil auch deutsche Geophysik-Institute, z. B. die TU Berlin und die Bergakademie Freiberg/Sachsen, sowie Akademie- und Geodäsie-Institute z. B. in München, Zürich, Pressburg und Sopron.
Beispielhaft seien die Sessionen der Tagung 2000 angeführt:
1. Globale gravimetrische Forschung
2. Regionale und lokale Gravimetrie (in 2 Sessionen)
3. Gravimetrische Interpretations-Methoden (in 2 Sessionen)
4. Geoidbestimmung und Potentialtheorie
5. Instrumentelles und Kalibrierung von Gravimetern.

Die ersten Alpengravimetrie-Symposien fanden in den 1980er Jahren statt, organisiert vor allem von den Hochschullehrern Peter Steinhauser (Wien) und Georg Walach (Leoben/Graz) in Kooperation mit H.J. Götze (Clausthal). Später engagierten sich besonders Bruno Meurers (Wien) und Hans Sünkel (Graz).
Die Tagungsberichte erscheinen seit 1993 in der Publikationsreihe der ZAMG Wien "Österreichische Beiträge zu Meteorologie und Geophysik" (abgek. ÖBMG), bzw. unter dem Überbegriff "Tiefbau der Alpen". Im Jahr 2003 fand die Tagung nicht in der bisher üblichen Form, sondern als Workshop (in Graz) statt.